# Epilissus delphinensis
Epilissus delphinensis är en skalbaggsart som beskrevs av Lebis 1953. Epilissus delphinensis ingår i släktet Epilissus och familjen bladhorningar. Inga underarter finns listade i Catalogue of Life.